# NMR in Biomedicine
NMR in Biomedicine (abrégé en NMR Biomed.) est une revue scientifique à comité de lecture. Ce mensuel publie des articles de recherches sur la RMN en biomédecine.
D'après le Journal Citation Reports, le facteur d'impact de ce journal était de 3,044 en 2014. Actuellement, le directeur de publication est John R. Griffiths (Royaume-Uni).